# اشینگتون
latitudeاشینگتونlongitudeاشینگتون
اشینگتون (به انگلیسی: Ashington) یک شهرک در بریتانیا است که در انگلستان واقع شده‌است.

## تاریخچه و صنعت
در قرن نوزدهم، اشینگتون از یک روستای کوچک به یکی از مراکز اصلی استخراج زغال‌سنگ در بریتانیا تبدیل شد. معدن اشینگتون در سال ۱۸۶۷ افتتاح و در سال ۱۹۸۸ بسته شد. این شهر به‌عنوان "بزرگ‌ترین روستای معدنی جهان" شناخته می‌شد.

## خصوصیات
اشینگتون ۲۷٬۳۳۵ نفر جمعیت دارد.